# ریچارد دادز
ریچارد دادز (انگلیسی: Richard Dodds؛ زادهٔ ۲۳ فوریهٔ ۱۹۵۹) بازیکن هاکی روی چمن اهل بریتانیا است.
وی در مسابقات کشوری و بین‌المللی در مجموع برندهٔ ۱ مدال طلا، ۱ مدال نقره، ۱ مدال برنز شده‌است.